# Parque de Canalejas
El parque de Canalejas es el parque más antiguo de la ciudad española de Alicante. Está situado paralelo a la avenida de Loring y al puerto deportivo, y es adyacente a la explanada de España.
Fue proyectado en 1886 por el arquitecto José González Altés sobre el antiguo varadero de la ciudad y está dedicado a la memoria del político gallego José Canalejas, que fue diputado por Alicante y presidente de España. Frente al parque se localiza el monumento a Canalejas y en su interior, encontramos la fuente conocida por El Niño Flautista, así como dos parejas de perros y leones de piedra que pertenecieron a la finca Buenavista situada en San Juan de Alicante. Esta finca fue donada por su propietario Manuel Prytz Antoine al Ayuntamiento de Alicante durante la Segunda República. En la década de 1940 fuente y esculturas fueron trasladadas al parque. Se encuentran también en los jardines el monumento a Carlos Arniches y un pequeño mapa de España en piedra.
Destacan también en el parque varios ejemplares de ficus monumentales, destacando uno de la especie Ficus elastica con un siglo de vida.